# All the Good Girls Go to Hell
«All the Good Girls Go to Hell» (стилизовано под строчные буквы; с англ. — «Все хорошие девочки попадают в ад») — песня, записанная американской певицей Билли Айлиш. Darkroom и Interscope Records выпустили песню в качестве шестого сингла с её дебютного студийного альбома When We All Fall Sleep, Where Do We Go? 6 сентября 2019 года. Айлиш и её брат Финниас О’Коннелл написали текст песни в соавторстве, причём последний продюсировал его.
«All the Good Girls Go to Hell» достигла 46-й позиции в американском чарте Billboard Hot 100. Он также вошёл в топ-20 в чартах в Австралии, Канаде и Новой Зеландии. Клип на песню был загружен на YouTube-канале Айлиш 4 сентября 2019 года. Айлиш продвигала песню, исполняя её вживую на таких площадках, как Фестиваль музыки и искусств в долине Коачелла, Гластонберийский фестиваль и во время её тура When We All Fall Asleep Tour 2019 года.

## Музыка
«All the Good Girls Go to Hell» был описан как пробивной номер фортепиано и один из самых популярных треков с её альбома в обзоре прессы.

## Коммерческий успех
После выхода альбома, When We All Fall Asleep, Where Do We Go?, «All the Good Girls Go to Hell» дебютировал под номером 46 в американском чарте Billboard Hot 100 от 13 апреля 2019 года. В Канаде песня достигла высшей позиции под номером 19 в Canadian Hot 100. В Европе он достиг следующих показателей: 179 позиция во Франции, 63 в Германии,70 в Италии, 42 в Нидерландах, 22 в Норвегии и 25 в Швеции. «All the Good Girls Go to Hell» был более коммерчески успешным в Океании, достигнув восьмой позиции в Австралии и девятой в Новой Зеландии.

## Музыкальное видео
Тизер клипа «All the Good Girls Go to Hell» был показан на Таймс-сквер 3 сентября 2019 года. Он был выпущен на канала Айлиш в YouTube на следующий день. Деррик Россиньоль из Uproxx писал, что визуальный образ «полон огня и тьмы». Элли Хант из The Guardian отметила, что более пристальное изучение текстов песен предполагает, что песня (и, соответственно, музыкальное видео) ссылается на угрозу климатического кризиса, и сама Айлиш намекнула на это, разместив личную заметку на видео, призывая своих поклонников принять участие в глобальных климатических забастовках 20 и 27 сентября, за три дня до климатического саммита ООН в Нью-Йорке в 2019 году.

## Живое выступление
Айлиш продвигала песню, исполняя её вживую на таких площадках, как Фестиваль музыки и искусств в долине Коачелла, Гластонберийский фестиваль и во время её тура When We All Fall Asleep Tour 2019 года.

## Чарты
| Чарт (2019)                                | Высшая позиция |
| ------------------------------------------ | -------------- |
| Австралия (ARIA)                           | 8              |
| Бельгия/Фландрия (Ultratip Bubbling Under) | 1              |
| Бельгия/Валлония (Ultratip Bubbling Under) | 20             |
| Канада (Billboard Canadian Hot 100)        | 19             |
| Чехия (Rádio — Top 100)                    | 20             |
| Франция (SNEP)                             | 179            |
| Германия (GfK)                             | 63             |
| Венгрия (Single Top 40)                    | 21             |
| Ирландия (IRMA)                            | 52             |
| Италия (FIMI)                              | 70             |
| Латвия (LAIPA)                             | 4              |
| Нидерланды (Single Top 100)                | 42             |
| Новая Зеландия (Recorded Music NZ)         | 9              |
| Норвегия (VG-lista)                        | 22             |
| Португалия (AFP)                           | 22             |
| Россия (Tophit)                            | 55             |
| Швеция (Sverigetopplistan)                 | 25             |
| Великобритания (OCC UK Singles)            | 77             |
| США (Billboard Hot 100)                    | 46             |
| США (Billboard Pop Airplay)                | 20             |
| США (Billboard Rock & Alternative Airplay) | 15             |

## Сертификации
| Регион | Сертификация | Продажи   |
| --- | ------------ | --------- |
| Канада (Music Canada) | Платиновый   | 80 000    |
| Мексика (AMPROFON) | Золотой      | 30 000    |
| Новая Зеландия (RMNZ) | Золотой      | 15 000    |
| Великобритания (BPI) | Серебряный   | 200 000   |
| США (RIAA) | Платиновый   | 1 000 000 |
| * Данные о продажах приведены только на основе сертификации. · ^ Данные о тиражах приведены только на основе сертификации. · Данные о продажах + прослушиваниях приведены только на основе сертификации. |              |           |

## История релиза
| Регион    | Дата            | Формат                 | Лейбл     | Ист.   |
| --------- | --------------- | ---------------------- | --------- | ------ |
| Италия    | 6 сентября 2019 | Contemporary hit radio | Universal | [ 1 ]  |
| Австралия | 6 сентября 2019 | Contemporary hit radio | Universal | [ 35 ] |
| США       | 8 октября 2019  | Contemporary hit radio | Universal | [ 36 ] |